# Ortac

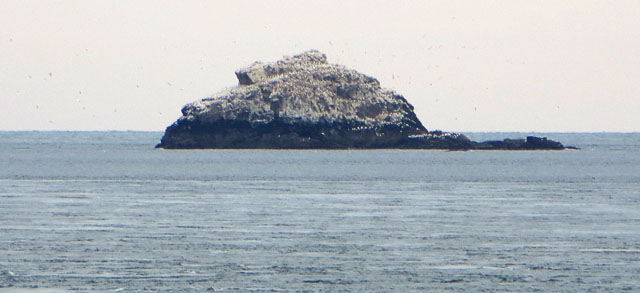
Ortac vista a partir da Baía de Clonque, em Alderney

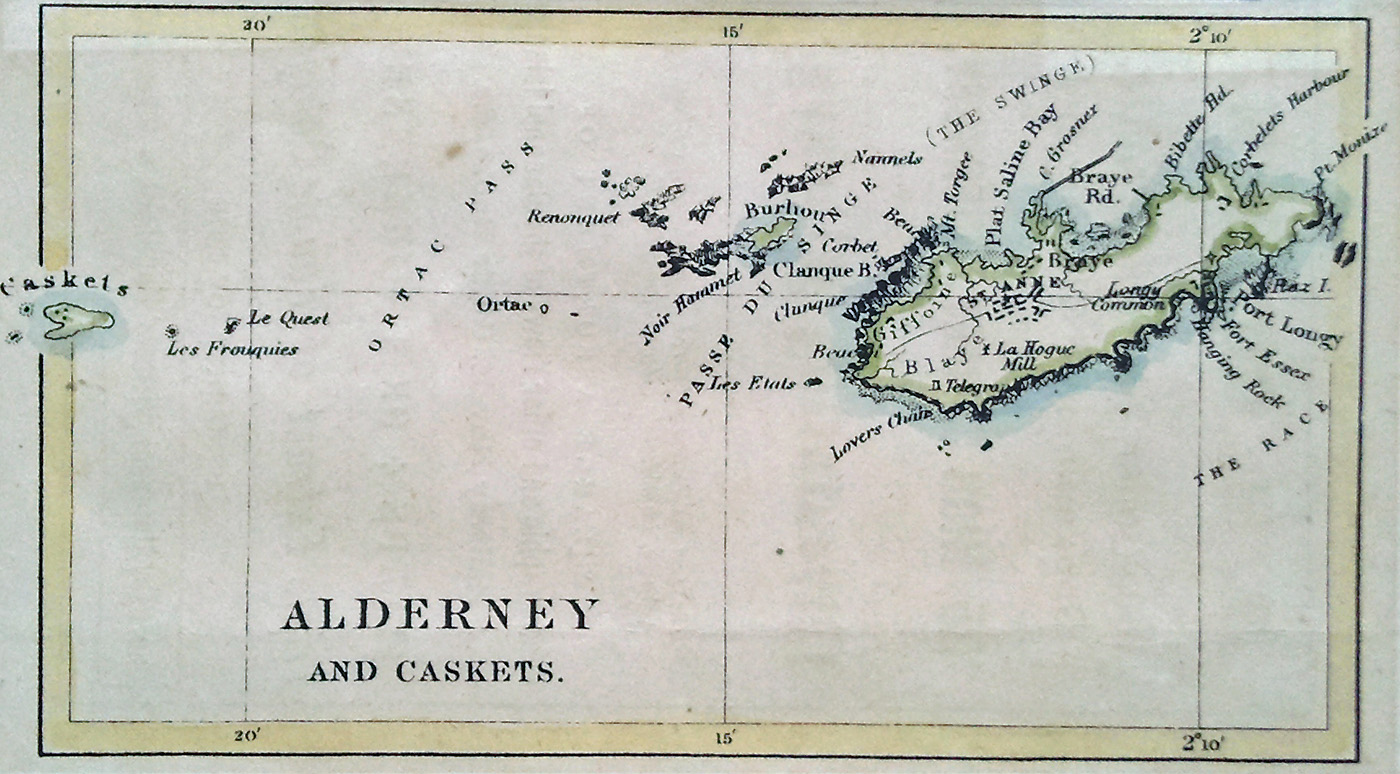
Mapa de Alderney, datado de 1890, Ortac inclusa

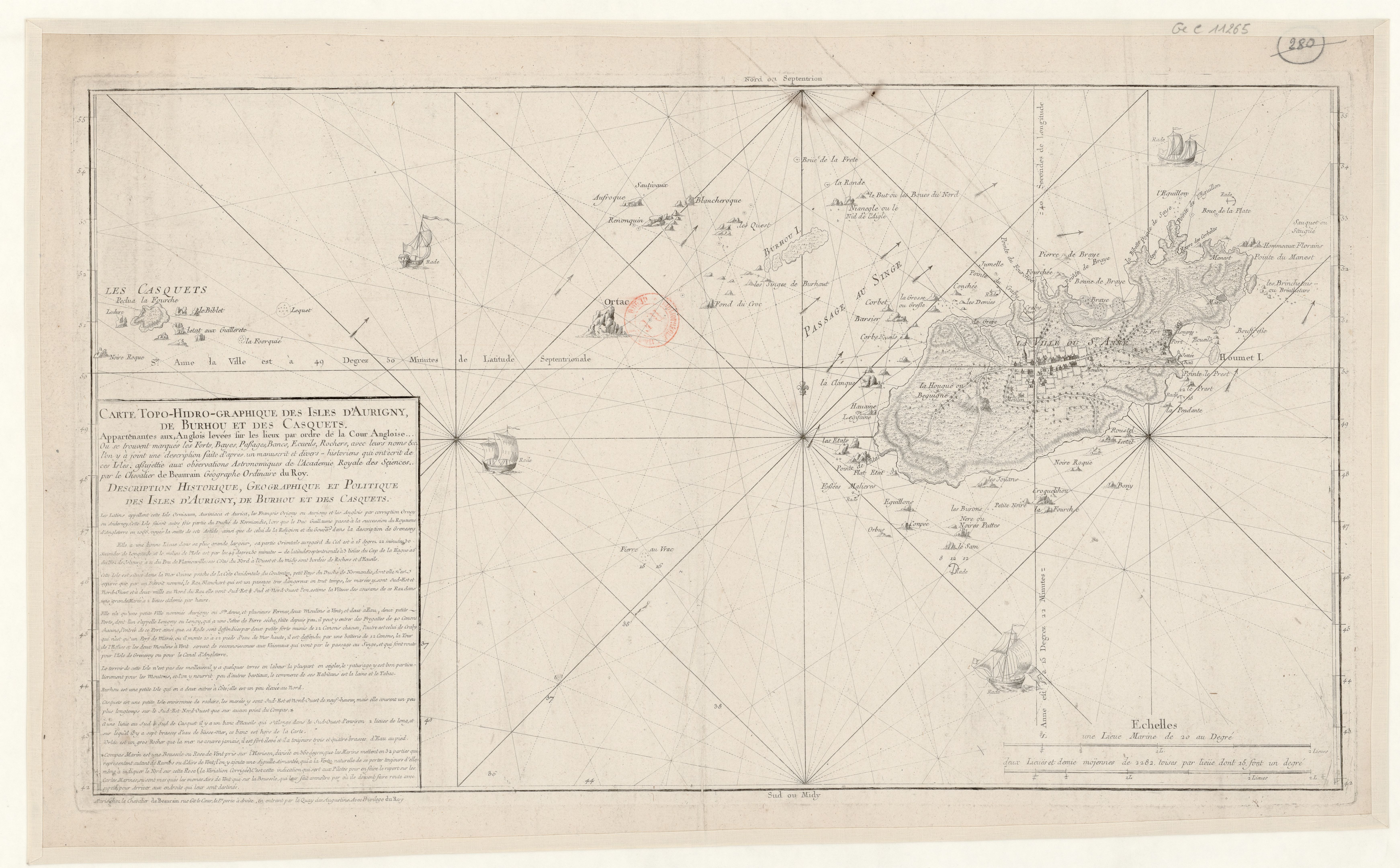
Mapa de Alderney, datado do século XVIII, com o desenho de Ortac

Ortac é um ilhéu desabitado a aproximadamente 5 quilômetros (3,1 milhas) a oeste da costa de Alderney, próximo à ilhota de Burhou. Possui aproximadamente 50 por 70 metros, e ergue-se a 24
 metros (78,7 pés) acima do nível do mar.
A.H. Ewen depreendeu que o nome do rochedo significa "grande rocha na borda" do normando or (borda) + etac (monte). Alexander Deschamps disse que os franceses antigamente denominavam o lugar como "o ninho da águia".

## Geologia
Ortac e Alderney, junto com as Casquets, fazem parte da mesma cadeia de arenito. Paul Naftel, um artista de Guernsey, fez ilustrações do conjunto em um livro de Ansted & Latham's, The Channel Islands (1862). Os autores comentam:
Se o fundo do mar, que em poucas partes atinge tanto quanto 20 braças (36 metros) de profundidade, fosse elevado em 120 pés (37 m), as ilhas de Alderney, Burhou e Ortac, assim como as Casquets estariam conectadas pela terra baixa e formariam uma ilha estreita com aproximados 12 milhas (19 km) de comprimento.
O livro de 1906, The Channel Pilot,  informa:
Entre Ortac, Verte Tête e ilha de Burhou, estão espalhadas muitas rochas perigosas, com penhascos entre os quais as correntes correm com grande velocidade.

## Victor Hugo
Victor Hugo, que viveu em Guernsey, e muito escreveu sobre as Ilhas do Canal, menciona em seu romance, Os trabalhadores do mar (Les Travailleurs de la mer), a curiosa história de que Ortac teria sido habitada por São Malo:
Os pescadores normandos que frequentam o Canal têm muitas precauções a tomar no mar, pela razão nas quais Satã os rodeia. É há muito um artigo de fé popular que São Malo habitou o grande rochedo chamado Ortac, no mar entre Alderney e as  Casquets; e muitos velhos marinheiros costumavam declarar que o haviam visto ali, sentado e lendo um livro. Assim conforme, os marinheiros, conforme passavam próximos, ajoelhavam-se muitas vezes diante do rochedo de Ortac, até o dia em que a fábula foi destruída, e a verdade tomou seu lugar. Dessa descoberta em dia, e agora bem estabelecida, que o único habitante da rocha não é um santo mas um demônio. Este espírito mau, cujo nome é Jochmus, teve a insolência de fazer enganar, por muitos séculos, como São Malo. Mesmo a própria Igreja não é prova contra ciladas desse tipo. Os demônios Ragubel, Oribel e Tobiel foram reconhecidos como santos até o ano 745, quando o Papa Zacarias, tendo-os exposto, tirou-os da santa companhia. Este tipo de extirpação do santo calendário é certamente muito útil, mas somente pode ser realizado por muito bons juízes de demônios e seus caminhos.